# Mina de prata de Sala

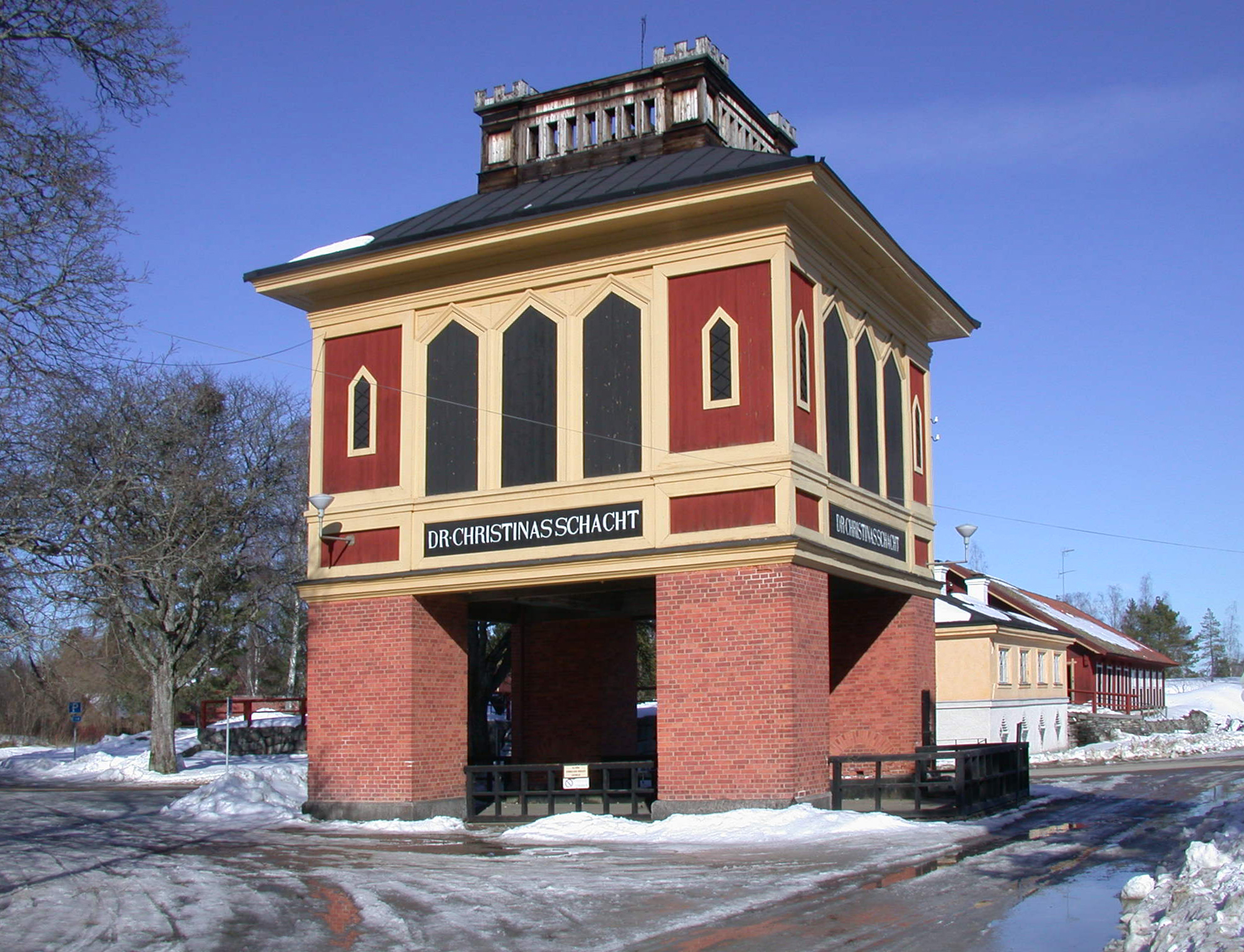
Poço da Rainha Cristina

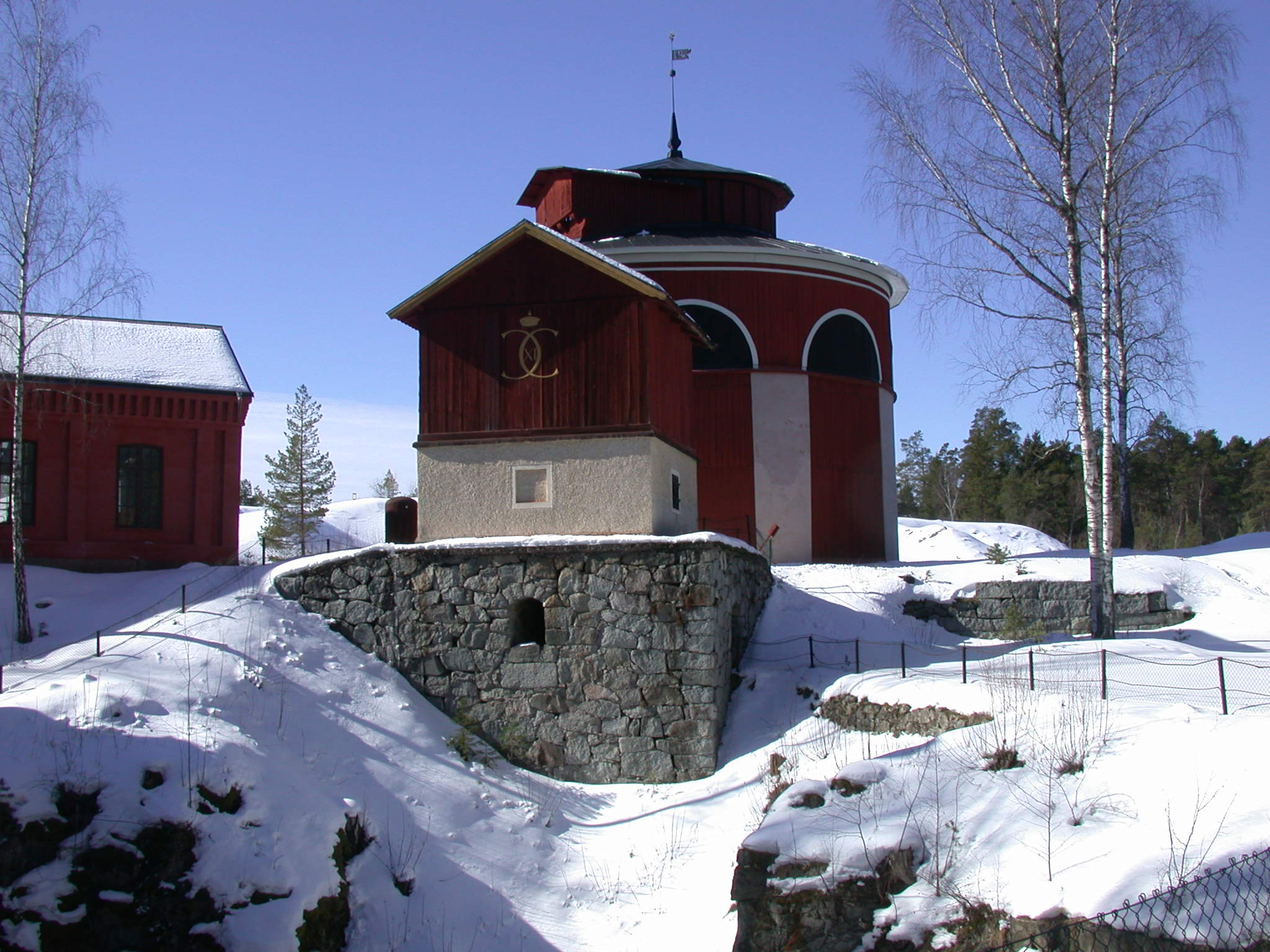
Poço de Carlos XI

A mina de prata de Sala (em sueco: Sala silvergruva) é uma antiga mina de prata, localizada na proximidade da cidade sueca de Sala, na província histórica da Västmanland.
Esteve em atividade de 1500 a 1962, tendo dado origem a um povoado de trabalhadores, que mais tarde seria a cidade de Sala.
Foi na altura, uma das maiores minas de prata do mundo, tendo sido então uma enorme fonte de riqueza da coroa sueca. Hoje em dia é uma importante atração turística, sendo possível visitar algumas das suas antigas galerias.